# Ľubomíra Kurhajcová
Ľubomíra Kurhajcová (født 11. oktober 1983 i Bratislava, Tjekkoslovakiet) er en kvindelig professionel tennisspiller fra Slovakiet. 
Ľubomíra Kurhajcová højeste rangering på WTA single rangliste var som nummer 59, hvilket hun opnåede 24. maj 2004. I double er den bedste placering nummer 78, hvilket blev opnået 13. september 2004. 